# Arthur Crudup

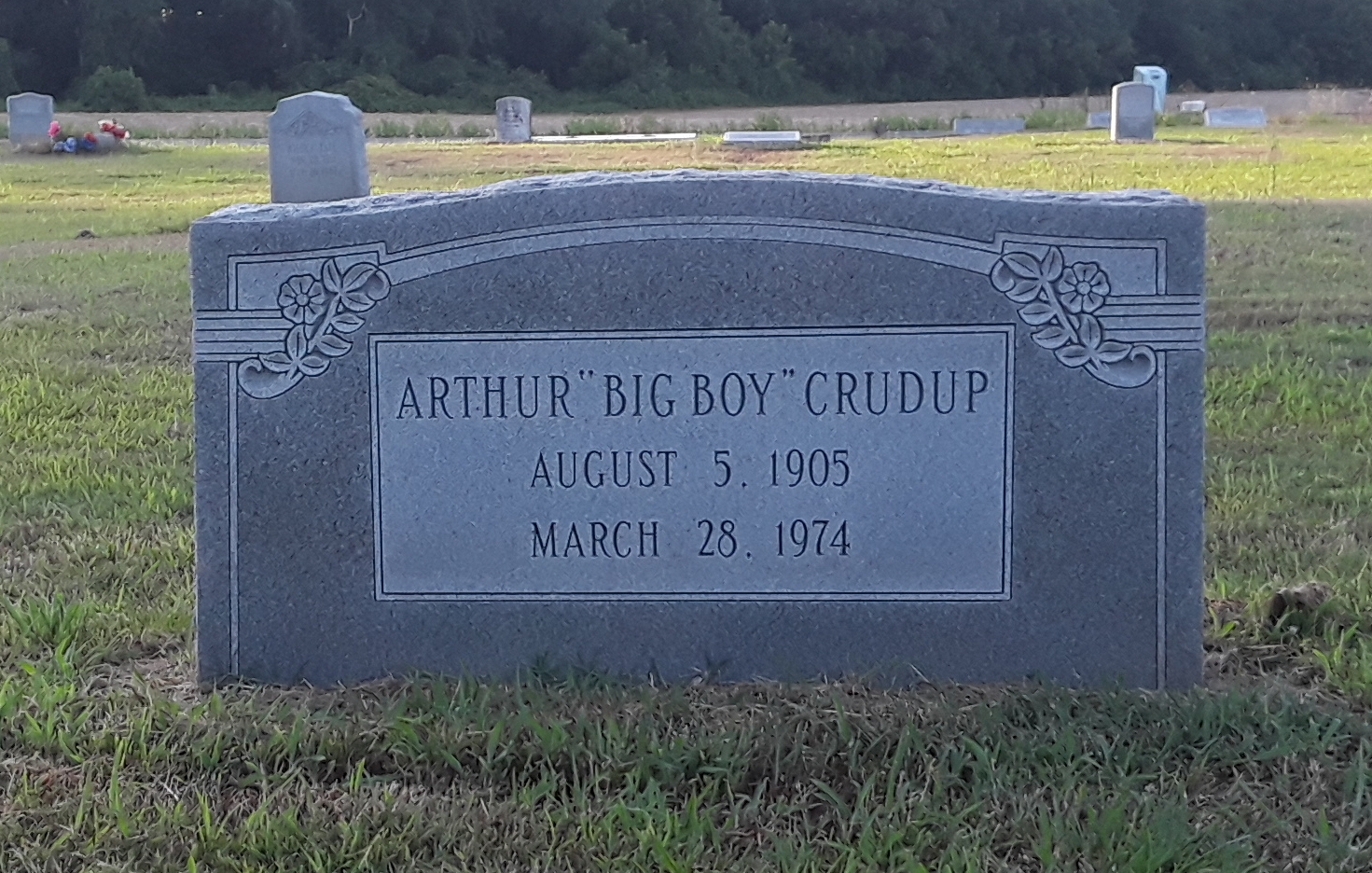
Grab von Arthur Crudup

Arthur „Big Boy“ Crudup (* 24. August 1905 in Forest, Mississippi; † 28. März 1974 in Nassawadox, Virginia) war ein US-amerikanischer Blues-Gitarrist und Sänger. Gleich drei Hits von Elvis Presley stammen von Crudup: That’s All Right Mama, So Glad You’re Mine und My Baby Left Me.
Erst mit 30 Jahren begann Big Boy Crudup, Gitarre zu spielen. Um 1940 zog er nach Chicago, wo er sich als Straßenmusiker durchschlug. Der Musikmanager Lester Melrose lud ihn 1941 zu einer Party im Haus von Tampa Red ein, wo u. a. auch Big Bill Broonzy, Lonnie Johnson und Lil Green zugegen waren. Danach erhielt Crudup einen Plattenvertrag.
Zu den Hits von Crudup in den 1940er Jahren gehören Rock Me Mama, Who’s Been Foolin’ You, Keep Your Arms Around Me, So Glad You’re Mine und Ethel Mae. Meistens spielte er mit dem Bassisten Ransom Knowling und dem Schlagzeuger Judge Riley zusammen.
Mitte der 1950er Jahre ließ Crudups Erfolg nach. 1961 brachte er wieder ein Album heraus, doch erst Ende der 1960er gab es ein wirkliches Comeback. Er trat erfolgreich bei Folk- und Blues-Festivals auf, zeitweise wieder mit Knowling. Bis zu seinem Tod 1974 genoss Crudup eine beachtliche Popularität.
1994 wurde Big Boy Crudup in die Blues Hall of Fame aufgenommen.